# Saint-Dizier
Saint-Dizier ([sɛ̃ˌdiˌzje] ⓘ) ist eine Stadt im Nordosten Frankreichs. Sie ist eine der beiden Unterpräfekturen des Départements Haute-Marne in der Region Grand Est und Sitz des Gemeindeverbands Communauté d’agglomération du Grand Saint-Dizier, Der et Vallées. Die Bureaux centralisateurs von drei Wahlkreisen befinden sich in Saint-Dizier. Die Bewohner werden Bragards und Bragardes oder Bragars und Bragaresgenannt.
Mit 22.811 Einwohnern (Stand: 1. Januar 2022) ist Saint-Dizier die größte Stadt des Départements.
Die Gemeinde erhielt 2024 die Auszeichnung „Drei Blumen“, die vom Conseil national des villes et villages fleuris (CNVVF) im Rahmen des jährlichen Wettbewerbs der blumengeschmückten Städte und Dörfer verliehen wird.

## Geografie
Saint-Dizier liegt 30 km östlich von Vitry-le-Francois und 100 km westlich von Nancy am Fluss Marne, der auch den Canal entre Champagne et Bourgogne (dt: Canal zwischen Champagne und Burgund) speist. Dieser Kanal verbindet (zusammen mit einigen anderen Kanälen und Flüssen) Paris und das Mittelmeer.
Etwa zehn Kilometer westlich der Stadt befindet sich der größte Stausee Frankreichs, der Lac du Der-Chantecoq.

## Geschichte
Wilhelm II. von Dampierre und Margarete II. von Flandern gründeten 1227 das Kloster Notre-Dame de Saint-Dizier (lateinisch: Sancti Desiderii); später: Saint-Pantaléon. Die Stadt selbst entstand als befestigte Siedlung um das Château de Saint-Dizier, das aus dem dreizehnten Jahrhundert stammte. Sie wurde schließlich zu einer königlichen Festung.
Im Jahr 1544, nachdem Vitry-le-François von den Armeen von Kaiser Karl V. zerstört worden war, hielt Saint-Dizier während sechs Monaten den Angriffen der Gegner stand. Der Legende nach bezeichnete König Franz I. später die Einwohner von Saint-Dizier als braves gars, Tapfere Kerle. Von diesem Ausdruck leitet sich der Name der Einwohner, Bragards, ab. Ein Brand im Jahr 1775 zerstörte zwei Drittel des Stadtzentrums.
Das Schloss war bis zur Französischen Revolution im Besitz der Familie Orléans, diente 1942 bis 1944 im Zweiten Weltkrieg als Stützpunkt für deutsche Truppen. Heute beherbergt es das Stadtmuseum.

## Bevölkerungsentwicklung
| Jahr      | 1962   | 1968   | 1975   | 1982   | 1990  | 1999   | 2011   | 2018   |
| Einwohner | 34.407 | 36.616 | 37.266 | 35.189 | 33552 | 30.900 | 24.825 | 22.928 |

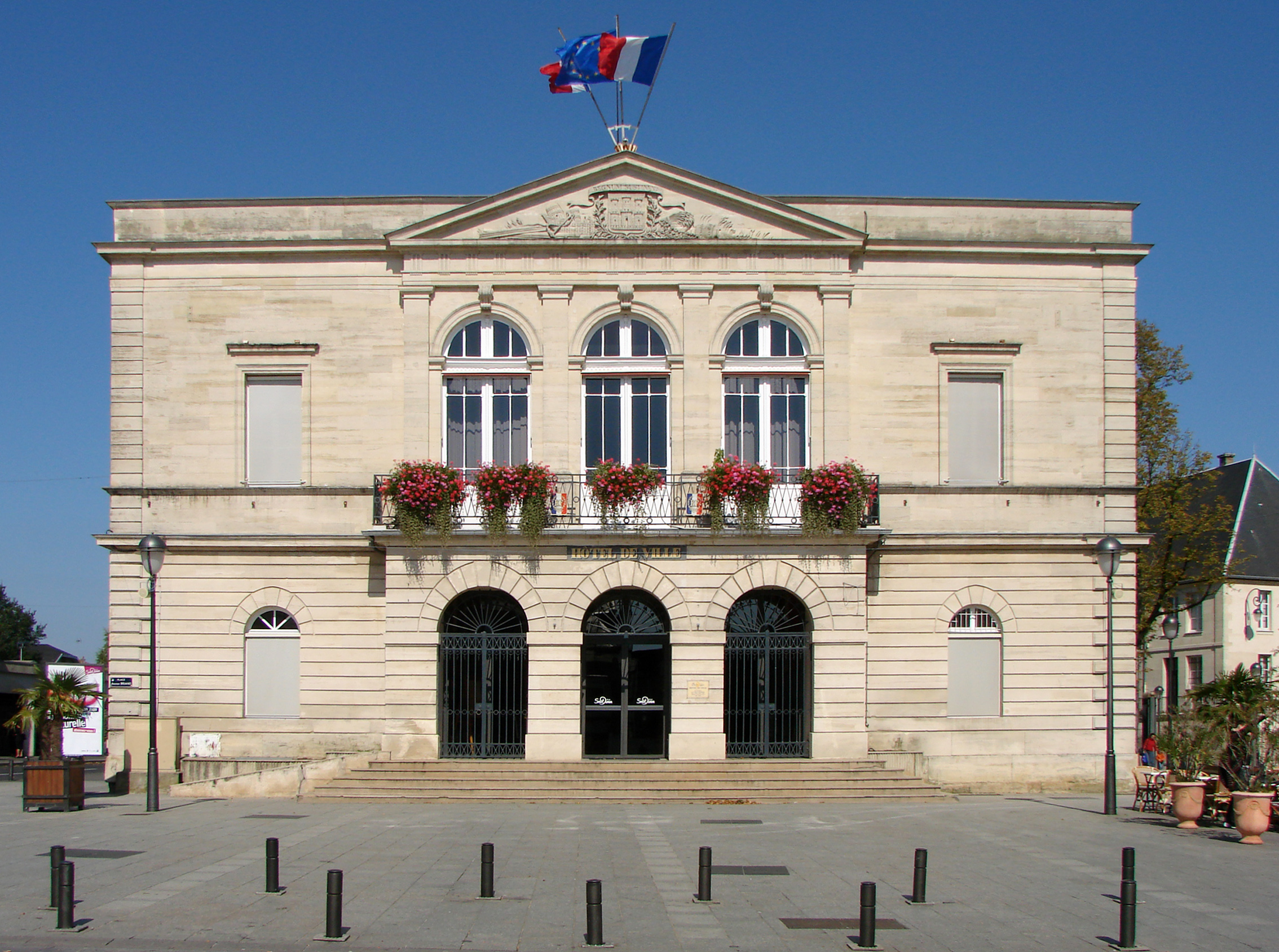
Rathaus (Hôtel de ville)
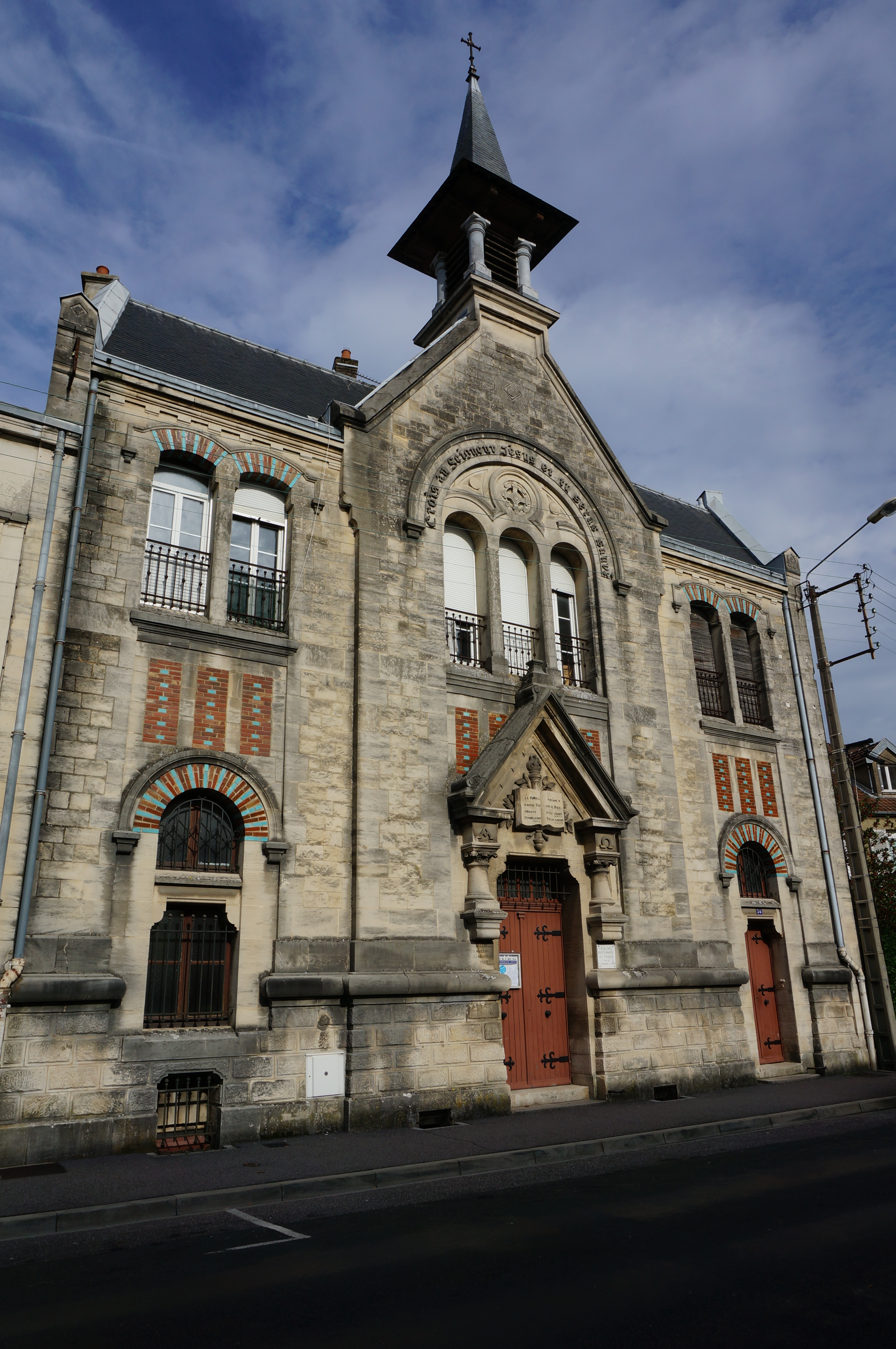
Protestantische Kirche in Saint-Dizier
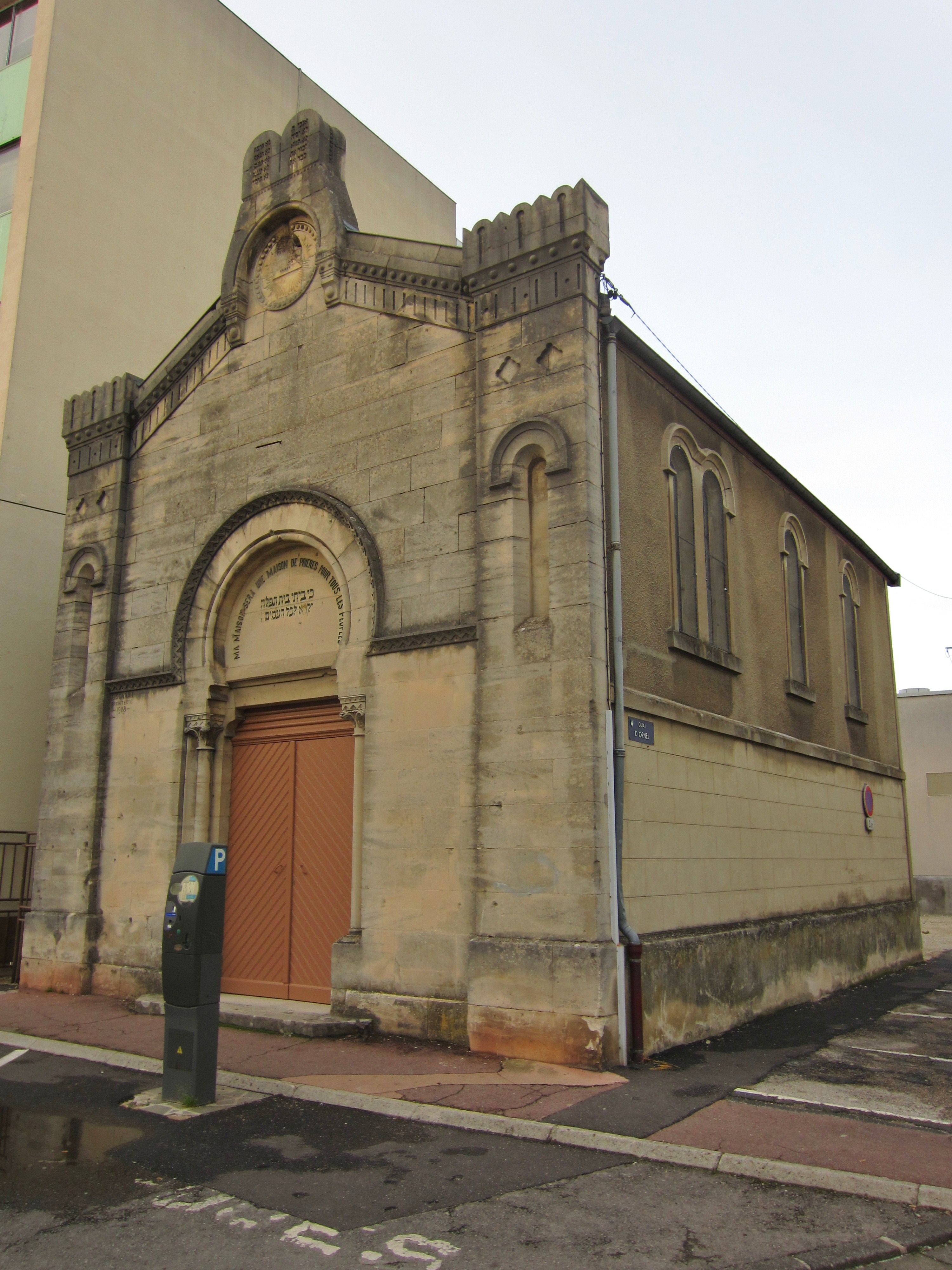
Synagoge
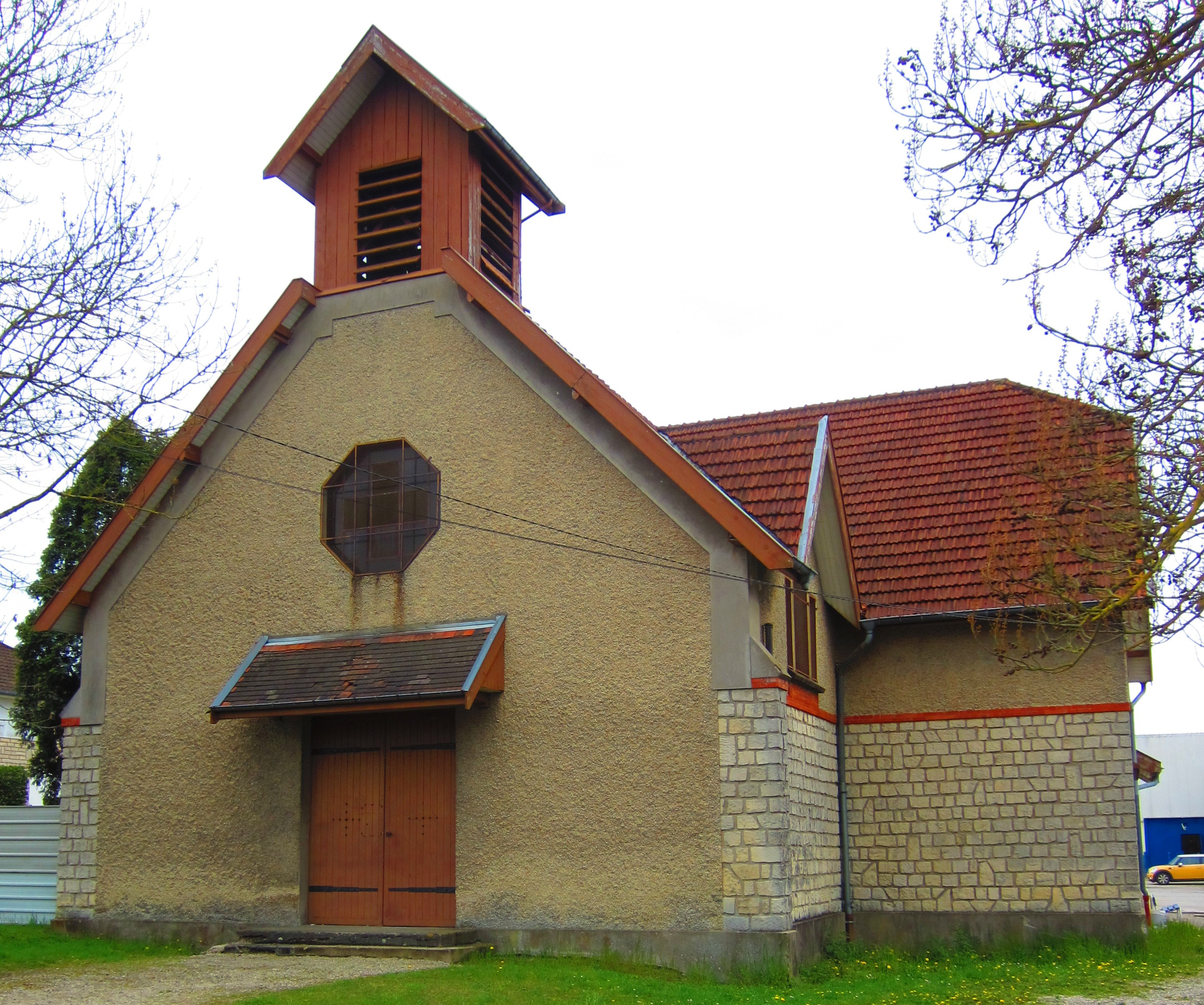
Kapelle in der Ctié des Ajots
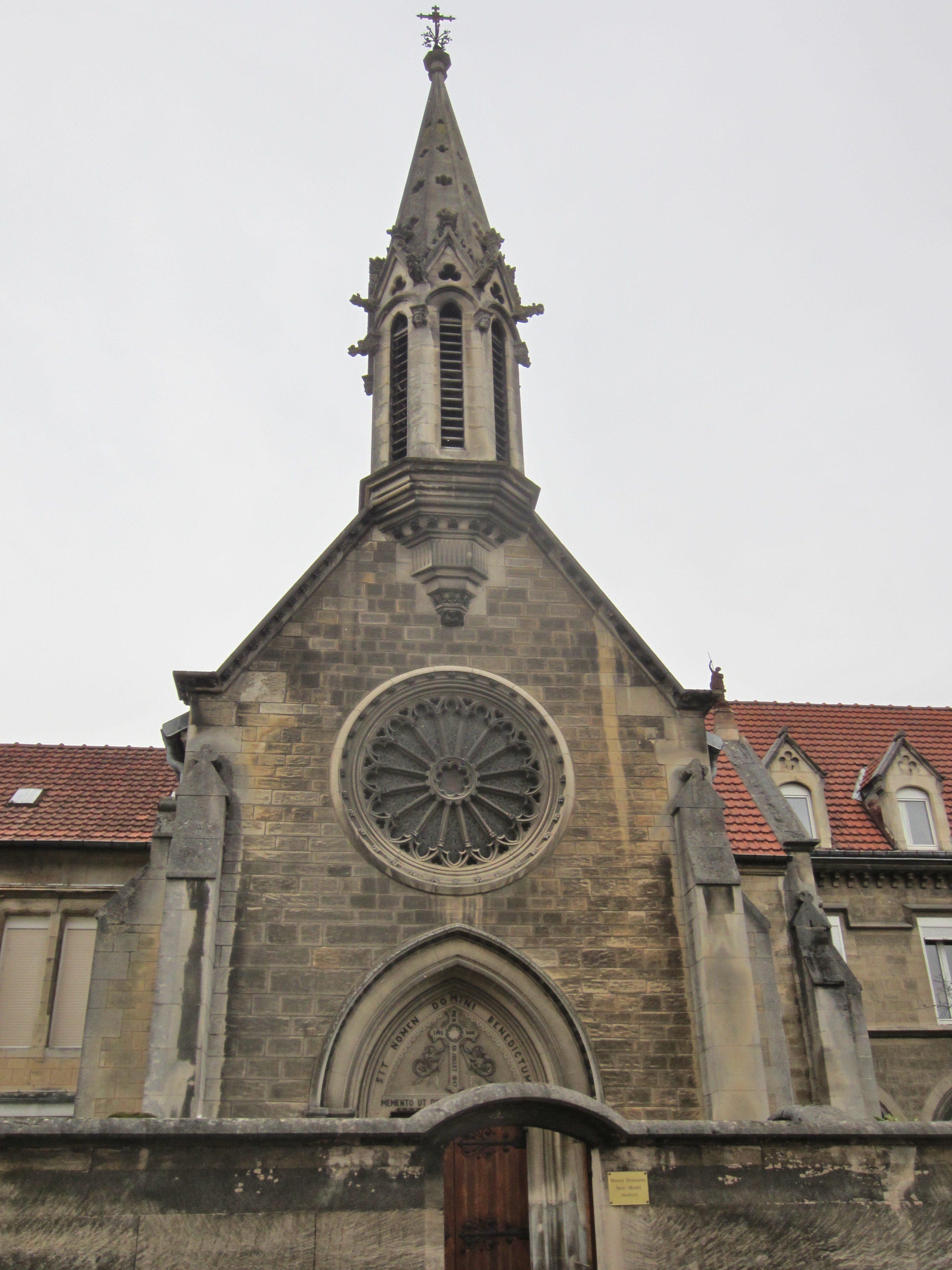
Kapelle Saint-Michel

## Verwaltung

### Arrondissement
1926 kam die Stadt zum Arrondissement Chaumont. Im Jahr 1940 wurde das Arrondissement Saint-Dizier wiederhergestellt, als Hauptort wurde Saint-Dizier statt Wassy festgelegt.
Der Ortsteil und Industriestandort Marnaval auf der Kanalinsel am östlichen Stadtrand trägt die Postleitzahl 55170 des angrenzenden Départements Meuse.

### Militär
Bei Hallignicourt westlich von Saint-Dizier befindet sich mit der Base aérienne 113 Saint-Dizier-Robinson ein wichtiger Stützpunkt der französischen Luftstreitkräfte.

## Verkehr
Durch Saint-Dizier führt die Nationalstraße N 4. Die Stadt hat einen Bahnhof an der Bahnstrecke Blesme-Haussignémont–Chaumont, der im Regionalverkehr durch Züge des TER Grand Est bedient wird. Sie ist ferner Ausgangspunkt der Bahnstrecke St-Dizier–Doulevant-le-Château.

## Persönlichkeiten
In Saint-Dizier wurden unter anderem geboren:
- Alexandre Delalain (1748–1814), General der Kavallerie
- Clarisse Miroy (1820–1870), Theaterschauspielerin
- André Pirro (1869–1943), Musikwissenschaftler
- Marcel Thil (1904–1968), Boxer, Welt- und Europameister
- Jean Lang (1921–2016), Ingenieur und Industriemanager
- Jacques Gaillot (1935–2023), katholischer Bischof von Évreux
- André Isoir (1935–2016), Organist
- Xavier Thévenot (1938–2004), römisch-katholischer Theologe
- Jean-Paul Penin (* 1949), Dirigent
- Rémi Harrel (* 1954), Fußballschiedsrichter
- Nicolas Thevenin (* 1958), römisch-katholischer Erzbischof und Diplomat des Heiligen Stuhls
- Régis Laconi (* 1975), Motorradrennfahrer

Mit der Stadt verbunden:
- Vom Architekten Hector Guimard (1867–1942) sind mehrere Jugendstilbalkone in der Stadt erhalten.

## Städtepartnerschaft
- Parchim, Deutschland